# كايتانو ري
كايتانو ري راميريز (بالإسبانية: Cayetano Ré)‏ لاعب كرة قدم دولي من باراغواي لعب في مركز الهجوم , (و.7 فبراير 1938-ت.26 نوفمبر 2013) في باراغواي بدأ مسيرتة الكروية في العام 1958 مع نادي سيرو بورتينو البارغواني قبل أن ينتقل لأسبانيا للعب مع نادي إلتشه في العام 1959 واستمر فية حتى عام 1962 واعتبارا من عام 1962 وحتى عام 1966 لعب مع نادي برشلونة احرز خلالها لقب هداف الليغا موسم 64 / 65 وخلال الاربعة مواسم التي امضاها مع برشلونة ناهزت عدد اهدافه عن 90 هدف، انتقل بعد ذلك للعب مع نادي إسبانيول الإسباني واستمر فية حتى اعتزل اللعب في بداية السبعينيات.

## روابط خارجية
- كايتانو ري على موقع الاتحاد الدولي (مؤرشف)  (الإنجليزية)
- كايتانو ري على موقع قاعدة بيانات كرة القدم.إي يو (الإنجليزية)
- كايتانو ري على موقع ناشيونال فوتبول تيمز (الإنجليزية)
- كايتانو ري على موقع عالم كرة القدم.نت (الإنجليزية)